# 辻斩
辻斩是古代日本的武士持刀在街上袭击砍杀路人（主要是部落民）的行为。

## 概要
此行为自日本中世直至江户时期早期常见，直到1602年（庆长7年），江户幕府禁止了这一行为，并开始严厉处罚此类行为的犯人。
辻斬行为的原因是多种多样的，可以作为试刀、夺财害命、纯粹是为了发泄不满、抑或是为了试验自己的武力。亦有称杀死一千人（千人斩）即能治好重病的传言。